# Ортис Ролон, Сакариас
Сакариас Ортис Ролон (исп. Zacarías Ortiz Rolón SDB, 6 сентября 1934, Орройос-и-Эстерос, Парагвай — 6 января 2020) — католический прелат, епископ апостольского викариата Чако-Парагвайо с 12 марта 1988 года по 18 декабря 2001 года, четвёртый епископ Консепсьона с 12 июля 2003 года по 11 июля 2013 года. Член монашеской конгрегации салезианцев.

## Биография
Родился 6 сентября 1934 года в населённом пункте Орройос-и-Эстерос, Парагвай. 14 января 1961 года вступил в монашескую конгрегацию салезианцев. 14 августа 1965 года был рукоположен в рукоположен в священника.
12 марта 1988 года Римский папа Иоанн Павел II назначил Сакариаса Ортиса Ролона ординарием апостольского викариата Чако-Парагвайо и титулярным епископом Миноры. 26 июня 1988 года состоялось рукоположение в епископа, которое совершил архиепископ Асунсьона Исмаэль Блас Ролон Сильверо в сослужении c титулярным епископом Монтемарано Алехо дель Карменом Обеляром Кольманом и епископом Карапегуа Сельсо Йегросом Эстигаррибией.
12 июля 2003 года Римский папа Иоанн Павел II назначил Сакариаса Ортиса Ролона епископом Консепсьона.
11 июля 2013 года подал в отставку.